# Atletismo nos Jogos Mundiais Militares de 2011 - 100 m com barreiras feminino
A competição dos 100 metros com barreiras feminino nos Jogos Mundiais Militares de 2011 aconteceu nos dias 21 e 22 de julho no Estádio Olímpico João Havelange.

## Medalhistas[1]
| Ouro   | BLR Alina Talay           |
| Prata  | ITA Veronica Borsi        |
| Bronze | BLR Ekaterina Poplavskaya |

## Semifinais[2]

### Semifinal 1
| Pos. | Atleta                      | País         | Tempo | Notas |
| ---- | --------------------------- | ------------ | ----- | ----- |
| 1    | Yevhenila Snihur            | Ucrânia      | 13.34 | Q     |
| 2    | Micol Cattaneo              | Itália       | 13.38 | Q     |
| 3    | Alina Talay                 | Bielorrússia | 14.58 | Q     |
| 4    | Lina Paula Caicedo Gonzalez | Colômbia     | 15.46 | q     |
|      | Lambarki Hayat              | Marrocos     | DNF   |       |

### Semifinal 2
| Pos. | Atleta                | País         | Tempo | Notas |
| ---- | --------------------- | ------------ | ----- | ----- |
| 1    | Ekaterina Poplavskaya | Bielorrússia | 13.22 | Q, CR |
| 2    | Veronica Borsi        | Itália       | 13.29 | Q     |
| 3    | Martina Valoyes Serna | Colômbia     | 14.54 | Q     |
|      | Sva Kusumawathi       | Sri Lanka    | DNF   |       |
|      | Vita Stª Opina        | Ucrânia      | DNF   |       |
|      | Zheng Yarong          | China        | DNS   |       |

## Final[1]
| Pos.              | Atleta                      | País         | Tempo | Notas |
| ----------------- | --------------------------- | ------------ | ----- | ----- |
| Medalha de ouro   | Alina Talay                 | Bielorrússia | 12.95 | CR    |
| Medalha de prata  | Veronica Borsi              | Itália       | 13.08 | SB    |
| Medalha de bronze | Ekaterina Poplavskaya       | Bielorrússia | 13.12 | SB    |
| 4                 | Yevhenila Snihur            | Ucrânia      | 13.28 | SB    |
| 5                 | Micol Cattaneo              | Itália       | 13.32 |       |
| 6                 | Martina Valoyes Serna       | Colômbia     | 14.46 |       |
| 7                 | Lina Paula Caicedo Gonzalez | China        | 15.10 |       |